# Mathias Wecxsteen
Mathias Wecxsteen (ur. 15 marca 1980) – francuski narciarz dowolny. Jego największym sukcesem jest złoty medal w halfpipe’ie wywalczony podczas mistrzostw świata w Ruka w 2005 roku. Nigdy nie startował na igrzyskach olimpijskich. Najlepsze wyniki w Pucharze Świata osiągnął w sezonie 2003/2004, kiedy to był drugi w klasyfikacji generalnej oraz wywalczył Małą Kryształową Kulę w klasyfikacji halfpipe’a.
W 2009 r. zakończył karierę.

## Osiągnięcia

### Mistrzostwa świata
| Miejsce | Dzień    | Rok  | Miejscowość | Konkurencja | Zwycięzca     |
| ------- | -------- | ---- | ----------- | ----------- | ------------- |
| 1.      | 17 marca | 2005 | Ruka        | Halfpipe    | –             |
| 11.     | 5 marca  | 2009 | Inawashiro  | Halfpipe    | Kevin Rolland |

#### Miejsca w klasyfikacji generalnej
- sezon 2003/2004: 2.
- sezon 2007/2008: 141.
- sezon 2008/2009: 109.

#### Miejsca na podium
1. Saas-Fee – 22 listopada 2003 (halfpipe) – 1. miejsce
2. Bardonecchia – 13 marca 2004 (halfpipe) – 1. miejsce